# Parectropis
Parectropis là một chi bướm đêm thuộc họ Geometridae.